# Fabulettes aux oiseaux
Albums de Anne Sylvestre
Les Mots magiques Chansons pour tous les jours
Fabulettes aux oiseaux est un album d'Anne Sylvestre paru chez EPM Musique en 1998. 

## Historique
Cet album est sorti en 1998.
En CD, il est le quatorzième de la série des Fabulettes chez EPM.

## Titres
Toutes les chansons sont écrites et composées par Anne Sylvestre.
| No  | Titre                                                                                               | Durée      |
| --- | --------------------------------------------------------------------------------------------------- | ---------- |
| 1.  | Petit à petit (avec Clémence et Baptiste Chevreau)                                                  | 2 min 55 s |
| 2.  | Les Migrateurs (avec Élodie Béar, Philo Chevreau et Alice Yonnet-Droux)                             | 3 min 20 s |
| 3.  | Petit oiseau tombé du nid (avec Clémence et Baptiste Chevreau)                                      | 1 min 14 s |
| 4.  | Papillotte tête de linotte (avec Élodie Béar, Philo Chevreau et Alice Yonnet-Droux)                 | 1 min 53 s |
| 5.  | La Colombe d'Élodie                                                                                 | 2 min 37 s |
| 6.  | Comptine de l'alouette (avec Clémence et Baptiste Chevreau)                                         | 43 s       |
| 7.  | Coucou Coucou (avec Clémence et Baptiste Chevreau)                                                  | 1 min 14 s |
| 8.  | Plume Plume (avec Clémence et Baptiste Chevreau, Élodie Béar, Philo Chevreau et Alice Yonnet-Droux) | 2 min 03 s |
| 9.  | Les Engoulevents (avec Élodie Béar, Philo Chevreau et Alice Yonnet-Droux)                           | 3 min 54 s |
| 10. | Complainte de Coco le geai                                                                          | 2 min 32 s |
| 11. | Drôle d'oiseau (avec Élodie Béar, Philo Chevreau et Alice Yonnet-Droux)                             | 2 min 16 s |
| 12. | L'Archéoptéryx (avec Clémence et Baptiste Chevreau)                                                 | 1 min 35 s |
| 13. | Les hirondelles volent bas (avec Élodie Béar, Philo Chevreau et Alice Yonnet-Droux)                 | 3 min 43 s |
| 14. | Les Petits Moineaux                                                                                 | 1 min 56 s |

## Production
- Production : EPM Musique
- Direction musicale : François Rauber
- Prise de son : Thierry Alazard (studio du Palais)
- Mastering : Raphaël Jonin DYAM
- Illustration de pochette : Pef
- Maquette : slheureux

## Distinctions
- 14e cérémonie des Victoires de la musique : nomination à l'album de musique pour enfants (1999)[3]